# 隆林华溪蟹
隆林华溪蟹（学名：Sinopotamon longlinense）为溪蟹科华溪蟹属的动物。在中国大陆，分布于广西等地，一般生活于海拔500 米左右的山区溪流石块下。